# Лавкрафтівські жахи

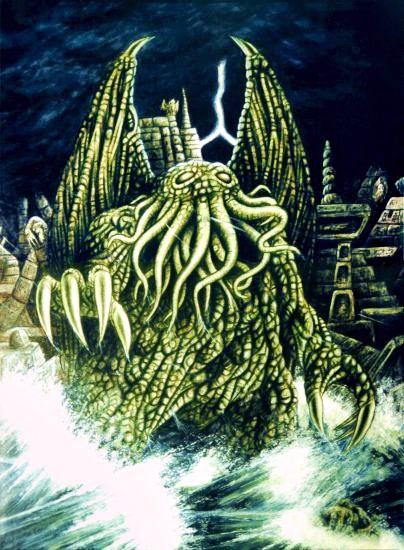
Монстр Ктулху із містичного оповідання «Поклик Ктулху»

Лавкрафтівські жахи (англ. Lovecraftian horror) — піджанр літератури жахів, родоначальником якого став американський письменник Говард Філіпс Лавкрафт. Для піджанру притаманне нагнітання атмосфери невідомого і непізнаваного, на противагу зображенню конкретної загрози або жахливих видовищ.

## Провідні теми
- Страх перед невідомим і непізнаваним. Лавкрафтівські жахи уникають конкретики в поясненнях, часто вдаються до недосказаності; стверджується, що є невідомі чи й зовсім недоступні для розуміння сили, котрі впливають на людей[1]. Істоти, з котрими стикаються персонажі лавкрафтівських жахів, часто не злі, але здаються людям потворними, небезпечними, бо надто відмінні від усього звичного. Вони можуть знищити людство й не помітити цього чи не надати значення[2].
- Мізерність людських знань. Відкриття того, що наука має дуже обмежені знання про Всесвіт[3]. Як наслідок, жах часто походить із відкриття правди про реальність, а широко відома картина світу (наукова чи релігійна) призначена цю правду приховувати[4].
- Змішання наукових і міфологічних пояснень реальності. Факти з історії, зниклі цивілізації, таємничі споруди стосуються часів, коли люди були ближчі до непізнаваних богоподібних істот. Але якщо класично в міфології такий час є кращим, ніж сучасність, то в лавкрафтівських жахах він гірший, навіть якщо це був пік розвитку людства. Звідси висновок, що людям краще не знати цих істот, чи забути про них[5].
- Безпорадність героїв перед обличчям незбагненних і неминучих сил. Вони опиняються в небезпеці через власну цікавість[6], поступово наближаються до розкриття жахливої правди[7], а дізнавшись її, не отримують полегшення[6]. Авдиторія творів тому повинна відчувати негативні емоції, такі як страх, тривога та смуток[7].
- Непрямі ознаки сил зла. Описи драглистих, слизьких субстанцій як ознак загрози, на відміну від класичних ознак, таких, як кров, кістки чи трупи[8].

## Історія
Говард Лавкрафт на початках своєї творчості наслідував Едгара По, Герберта Велза, Конан Дойля, Семюела Джонсона, Едварда Ґіббона, Артура Мекена. В зрілому віці письменник працював під впливом лорда Дансені. У 1927 році він написав есе «Надприродний жах в літературі», в якому проаналізував розвиток жанру жахів до першої чверті XX століття, започаткувавши ним теоретичну основу лавкрафтівських жахів.
В міру публікацій своїх творах у журналах, як «Weird Tales», у Лавкрафта з'явилися послідовники, які також виступали співавторами низки творів. Вони доповнили й популяризували вигадану ним систему сюжетів, істот, артефактів і місць, пізніше відому як Міфи Ктулху. Першими з таких стали Август Дерлет, Кларк Ештон Сміт, Френк Белнап Лонг, Роберт Блох. У 1933 році Вільям Ламлі під впливом від поширення тематики Міфів Ктулху, навіть припустив, що Лавкрафт і його літературні послідовники є членами секти.
Після смерті Говарда Лавкрафта (1937) Роберт Барлоу разом з Огюстом Дерлетом видали в 1939 році збірник «The Outsider and Others», який разом з подальшими публікаціями у «Weird Tales» посприяв популяризації лавкрафтівських жахів. Подальший розвиток Міфів Ктулху Дерлетом ввів у них протистояння добра і зла та ототожнення божеств їх пантеону з демонами християнських окультних вчень. Після популяризації творчості Лавкрафта, у другій половині XX століття, наслідувати його взялися Ремсі Кемпбелл, Брайан Ламлі, Колін Вілсон, Лін Картер, Ніл Гейман та інші, створивши десятки творів.
На хвилі популярності Міфів Ктулху на початку XXI століття з'явилися нові послідовники Говарда Лавкрафта. Так вийшли цикли «Black Wings II: New Tales of Lovecraftian Horror» (2012), «Lovecraft's Monsters» (2014) та низка інших, об'єднані з давнішими назвою «Міфи Ктулху. Вільні продовження».